# Nordischer Adventskalender
Ein Nordischer Adventskalender ist ein Radio- oder Fernseh-Adventskalender, der sich auf Weihnachten konzentriert. Jeder Adventskalender besteht aus 24 Folgen, die täglich vom ersten Dezember bis zum Heiligabend ausgestrahlt werden.

## Hintergrund
Beim Nordischen Adventskalender handelt es sich um einen Adventskalender im Fernsehen oder Radio, in dem vom 1. bis 24. Dezember jeweils eine Folge ausgestrahlt wird. Die ersten solcher Adventskalender kamen aus Schweden, später wurden diese auch in den anderen skandinavischen Ländern produziert.
Die meisten Adventskalender wurden für Kinder produziert. Jedoch gibt es auch einige Serien, die sich nur an ein erwachsenes Publikum richtigen. Einige der Serien aus dem Fernsehadventskalender wurden zu Klassikern in den jeweiligen Ländern. Darunter zum Beispiel die norwegische Serie Jul i Skomakergata (1979) oder die isländische Serie Á baðkari til Betlehem (1990).
Die nordischen Adventskalender handeln oft von Nissen (norw.-dän.)/Tomten (schwed.)/Tonttu (fin.), und manchmal auch vom Weihnachtsmann.
Eine alternative Version eines Fernsehadventskalenders ist die Show The 24th, eine Parodie auf die beliebte amerikanische Serie 24 mit Kiefer Sutherland.

## Geschichte

### Schweden
Den ersten nordischen Adventskalender gab es bereits 1957 mit der Radioserie Barnens adventskalender. Diese wurde von der öffentlich-rechtlichen Hörfunkanstalt Sveriges Radio produziert. Die insgesamt 24 Episoden waren jeweils ungefähr fünf Minuten lang. In ihnen sangen Kinder Weihnachtslieder und sprachen mit dem Produzenten Rolf Bergström über ihre Weihnachtswünsche und Pläne zu Heiligabend. Bergström kam auf die Idee für das Programm, nachdem er einen Buchladen besucht hatte. In dem Buchladen stellte ihm der Verkäufer einen Adventskalender der schwedischen Pfaderfinderinnenvereinigung vor. Rolf Bergström beschloss einen solchen Adventskalender fürs Radio zu entwickeln. Dieser war sehr erfolgreich, sodass von da an jedes Jahr ein solcher Adventskalender im Radio ausgestrahlt wurde.
Mit Titteliture folgte 1960 der erste schwedische Adventskalender, der im Radio und im Fernsehen ausgestrahlt wurde. Das Drehbuch wurde von Gösta Knutsson verfasst. Der Adventskalender entstand aus einer Zusammenarbeit von Sveriges Radio und Sveriges Television. Jeden Tag öffnete ein Tomte eine Kalendertür, eines Adventskalenderhauses, hinter der ein Gast oder ein Rätsel präsentiert wurde.
Im zweiten Fernsehadventskalender Julbåten Juliana wurde gezeigt wie das Schiff Juliana Weihnachtsprodukte aus verschiedenen Ländern nach Schweden bringt.
Der dritte Weihnachtskalender Tomtefamiljen i Storskogen handelt von einer Tomtefamilie, die durch Schweden reist, um Weihnachtswunschlisten für Kinder zu sammeln.
1973 wurde die Serie Mumindalen oder auch Jul i Mumindalen gezeigt, die von den Mumins handelt und mit einem ihrer Abenteuer an Heiligabend abschließt. Es war das erste Mal, dass der Adventskalender ausschließlich im Fernsehen gezeigt wurde. Für das Radio wurde ein anderer Adventskalender produziert.
Aufgrund von Beschwerden darüber, dass christliche Themen in den Fernsehadventskalendern zu kurz kommen, wurde 1987 die Zeichentrickserie Marias barn produziert. Die Serie beruht auf Geschichten aus dem Neuen Testament über das Leben von Jesus.
1989 folgte die Serie T. Sventon praktiserande privatdetektiv, mit kleinen Geschichten über den Privatdetektiv Teffan Tiegelmann (schwedisch: Ture Sventon) aus den Kinderbüchern von Åke Holmberg.
1991 wurde mit Sunes jul der bis dahin erfolgreichste schwedische Fernsehadventskalender ausgestrahlt. Insgesamt 3 Millionen Zuschauer verfolgten diesen im Fernsehen. Die Serie handelt von den Weihnachtserlebnissen des Jungen Sune Andersson (im Deutschen: Niklas Andersson) aus der Niklas-Reihe von Sören Olsson und dessen Cousin Anders Jacobsson. 2003 folgte mit Håkan Bråkan ein Fernsehadventskalender mit Sunes Bruder Håkan als Hauptfigur.
1996 wurde Mysteriet på Greveholm im schwedischen Fernsehen gezeigt. Hier mietet eine schwedische Familie für die Weihnachtsferien eine Burg, in der es spukt. 2012 gab es mit Grevens återkomst ein Sequel der Serie.
1997 wurde die Serie Pelle Svanslös ausgestrahlt. Die Serie handelt von den Abenteuern des Pelle Svanslös (deutsch: Moritz Stummel, Petter Schwanzlos oder Pelle Schwanzlos), eines Katers aus der gleichnamigen Buchreihe von Gösta Knutsson. Die Geschichte wurde im Jahr 2000 in dem Film Pelle Svanslös och den stora skattjakten fortgesetzt.
Im Jahr 2000 gab es mit Ronny & Julia eine moderne Romeo & Julia Weihnachtsgeschichte mit einem Happy End.
2006 war Detektivbüro LasseMaja (LasseMajas detektivbyrå) im schwedischen Fernsehen zu sehen. Dieser Adventskalender beruht auf der schwedischen Kinderbuchreihe Detektivbüro LasseMaja (schwedisch Lasse-Majas detektivbyrå) von Martin Widmark und Helena Willis und begleitet die Hauptfiguren in der Weihnachtszeit.
2014 erschien die Serie Aquilas Geheimnis – Auf der Suche nach dem Piratenschatz (Piratskattens hemlighet) im schwedischen Fernsehen.
Selmas saga aus dem Jahr 2016 begleitet die 8-jährige Selma Traskvist auf der Suche nach dem Weihnachtsmann.
2021 sendete Sverige Television (SVT) den Julkalender En hederlig jul med Kynckertz, 2022 folgte Kronprinsen som försvann. Für 2023 ist der julkalender Trolltider - legenden om Bergatrollet angekündigt.

### Dänemark
1962 wurde mit Historier fra hele verden die erste Fernsehproduktion aus Dänemark ausgestrahlt. Diese bestand jeweils aus zwei Kurzfilmen. Der erste passte zum Adventskalendertürchen und der zweite behandelte das Leben von Kindern in unterschiedlichen Ländern.
1973 wurde die Serie Vinterbyøster ausgestrahlt. Diese handelt von einer Zirkusfamilie, die sich in der Weihnachtszeit auf die kommende Zirkussaison vorbereiten.
1984 wurde Nissebanden im dänischen Fernsehen gezeigt. Die Serie wurde mit den Fernsehadventskalendern Nissebanden i Grønland (1989) und Nissernes Ø (2003) fortgesetzt und handelt von Nissen.
1986 wurde mit Jul på Slottet, der bis dahin teuerste Adventskalender im dänischen Fernsehen ausgestrahlt. Die Serie spielt auf Schloss Rosenholm und handelt von einem armen Königreich. Um den Frieden mit den benachbarten Königreichen zu sichern, soll die Prinzessin den Prinzen heiraten. Diese ist jedoch in den Jäger Valentin verliebt. Außerdem droht das Weihnachtsfest in dem armen Königreich auszufallen.
1991 wurde die Serie The Julekalender in Dänemark gezeigt. Diese handelt von den Abenteuern der Nissen Fritz, Hansi und Günther. Sowohl in Norwegen (The Julekalender), als auch in Finnland (The Joulukalenteri) wurden Remakes dieser Serie produziert.
In Andersens julehemmelighed, einem Fernsehadventskalender für Erwachsene aus dem Jahr 1993, hat der Weihnachtsmann einen Fehler gemacht. Deshalb muss er die Weihnachtsmannprüfung erneut absolvieren. Dazu soll er die weihnachtsfeindliche Familie Andersen dazu bringen Weihnachten wieder zu mögen. Doch die Familie hat ein großes Geheimnis, weshalb sie Weihnachten hasst.
Alletiders Jul ist ein Fernsehadventskalender aus dem Jahr 1994. Von dieser Serie wurden drei Ableger gedreht: Alletiders Nisse (1995), Alletiders Julemand (1997) und Pyrus i Alletiders Eventyr (2000). Außerdem gab es mit Pyrus på pletten eine filmische Fortsetzung der Serie. Die Serie handelt von Pyrus einem jungen Weihnachtsmann.
Bamses Julerejse aus dem Jahr 1996 beschreibt eine Weihnachtsreise der drei Freunde Bamse, Kylling und Ælling. In dieser suchen sie das Land des Weihnachtsmanns, in welchem sie den Sohn des Weihnachtsmannes treffen, der Weihnachten unbedingt verhindern möchte.
Gufol mysteriet aus dem Jahr 1997 ist ein Weihnachtskrimi.
1999 wurde die Serie Olsen-bandens første kup ausgestrahlt. Anders als viele der anderen Serien hat diese Serie 31 Folgen.
Die Serie Jul på Vesterbro aus dem Jahr 2003 richtet sich an ein erwachsenes Publikum. Sie handelt von der Familie Stardust. Als der drogenabhängige Sohn Danny eine Prostituierte schwängert verlangt diese Kindergeld von ihm. Das und der Drogenkonsum stürzt die Familie in Geldnot. Ausgerechnet zur Weihnachtszeit drohen sie aus ihrer Wohnung zu fliegen. Auf nicht ganz legalem Wege versuchen sie an Geld zu gelangen.
Im selben Jahr wurde auch Jesus und Josefine (Jesus & Josefine) produziert. Es ist der erste dänische Fernsehadventskalender der auch ins Deutsche übersetzt wurde.
Im Jahr 2005 wurde die Serie Jul i Valhal ausgestrahlt. In dieser zieht Sofie zusammen mit ihrer Mutter Tove zu ihrer Großmutter. Dort soll sie bis Weihnachten wohnen, da sie dann mit ihrer Mutter ins Ausland zieht. Bei der Großmutter leben bereits Asbjørn und seine beiden Kinder Jonas und Emma. Während Tove und Asbjørn sich nicht ausstehen können freunden sich Sofie und die beiden Geschwister schnell an und erleben viele Abenteuer.
Absalons Hemmelighed aus dem Jahr 2006 handelt von Cecilie, die in der Adventszeit einen Jungen namens Hubertus trifft, der nicht weiß, woher er kommt. Das Einzige an was er sich erinnert ist eine seltsame Melodie.
Im Jahr 2009 wurde die dänische Serie Der Pakt (Pagten) ausgestrahlt.
Julestjerner aus dem Jahr 2012 ist eine moderne Charles Dickens Weihnachtsgeschichte.
2014 wurde Die Zeitfälscherin (Tidsrejsen), eine Science-Fiction-Fernsehserie, ausgestrahlt, die auch ins Deutsche übersetzt wurde. 2016 wurde mit In anderen Welten (Den anden verden) ein weiterer dänischer Julekalender produziert, der ins Deutsche übersetzt wurde.
Im Jahr 2017 wurde die Serie Tinkas Weihnachtsabenteuer (Tinkas juleeventyr) produziert. Es gibt zwei Ableger der Serie: Tinka und die Königsspiele (Tinka og Kongespillet, 2019) und Tinka und der Spiegel der Seele (Tinka og sjælens spejl, 2022).

### Norwegen
Der erste norwegische Fernsehadventskalender wurde 1970 produziert. Er trug den Titel Barnas førjulskalender 1970.
Jul i Skomakergata aus dem Jahr 1979 handelt von dem Schuhverkäufer Jens Petrus Andersen, der von den Leuten in der Stadt besucht wird, um deren Schuhe bis Weihnachten zu reparieren. Im Jahr 2006 wurde mit Jul i Tøyengata eine Parodie der Serie gezeigt.
Teodors julekalender aus dem Jahr 1986 handelt von dem Teddybär Teodor und dessen Erlebnissen in der Weihnachtszeit.
Amalies jul aus dem Jahr 1995 begleitet Amalie Serina Wang bei ihren Weihnachtsvorbereitungen gemeinsam mit den Nissen.
1999 wurde die Serie Jul i Blåfjell produziert. Sie handelt von den Weihnachtsvorbereitungen der Nissen.
Im Jahr 2001 lief die Serie Olsenbanden jr. – Første kupp im norwegischen Fernsehen.
Den unge Fleksnes aus dem Jahr 2010 ist eine norwegische Komödie. Sie ist ein Ableger der Comedyserie Fleksnes Fataliteter.
Julekongen aus dem Jahr 2012 handelt von Kevin Gran, der eine Höhle entdeckt, die in eine andere Welt führt, in der noch die Ritter leben. 2015 erschien der Nachfolgefilm Der Winterprinz – Miras magisches Abenteuer (Julekongen – Full rustning), der auch ins Deutsche übersetzt wurde.
Schneewelt – eine Weihnachtsgeschichte (Snøfall) aus dem Jahr 2016 handelt von der neunjährigen Selma, die bei ihrer strengen Pflegemutter lebt.
Christmas on Blood Mountain (Jul i Blodfjell) aus dem Jahr 2017 handelt von einer Familie, die um sich ein Erbe zu sichern, bis Heiligabend in einem Berghotel vorbringen muss. Dort geht jedoch ein Serienkiller umher.

### Finnland
1963 wurde mit Tähystäjätontun seikkailut der erste finnische Fernsehadventskalender auf Yle TV1 ausgestrahlt.
Fast 20 Jahre später, im Jahr 1980, folgte der zweite finnische Fernsehadventskalender: Histamiinin joulukalenteri.
1993 wurde der Fernsehadventskalender Heinähatun ja Vilttitossun joulukalenteri gezeigt. Dieser begleitet die Kinder Heinähatun und Vilttitossun, aus einer Buchreihe von Tiina Nopola und Sinikka Nopola in der Weihnachtszeit.
In Uppo-Nalle ja joulun odotus aus dem Jahr 1995, wartet der Bär Uppo-Nalle auf Weihnachten.
Der im Jahr 1997 ausgestrahlte Fernsehadventskalender The Joulukalenteri ist ein Remake des dänischen Fernsehadventskalenders The Julekalender.
Im Jahr 1998 wurde die Serie Tonttu Toljanterin joulupulma im finnischen Fernsehen ausgestrahlt. Die Serie handelt von Tonttus. Mit Tonttu Toljanterin Tonttu-TV (2003), Tonttu Toljanteri muorin töissä (2007), Tonttu Toljanteri: Oikean joulun salaisuus (2010), Tonttu Toljanterin tuhmaikä (2011) und Tonttu Toljanteri tonttujen tonttuna (2013) folgten weitere Serien, die sich mit diesen finnischen Sagengestalten beschäftigen.
In dem Fernsehadventskalender Aikuisen naisen joulukalenteri, aus dem Jahr 2018, versucht Maria Månsson das perfekte Weihnachtsfest für ihre Liebsten zu gestalten, aber scheitert immer wieder.

### Island
Island produzierte den ersten nordischen Fernsehadventskalender im Jahr 1988. Er trug den Titel Jólin nálgast í Kærabæ.
1990 wurde die Serie Á baðkari til Betlehem gezeigt. In dieser Serie wollen die achtjährigen Kinder, Hafliði und Stína nach Bethlehem gehen um dem Jesuskind Gold, Weihrauch und Myrrhe zu bringen.
1994 wurde die Puppentrickserie Wie Weihnachten auf die Erde kam ausgestrahlt. Es ist der erste und bislang einzige isländische Fernsehadventskalender, der auf Deutsch synchronisiert wurde.
Im Jahr 2008 wurde mit Jólaævintýri Dýrmundar der vorerst letzte isländische Fernsehadventskalender produziert.

### Fernsehadventskalender in deutscher Sprache
Auf Deutsch synchronisiert wurden nur wenige der Serien. Darunter die schwedischen Serien Detektivbüro LasseMaja (LasseMajas detektivbyrå) und Aquilas Geheimnis – Auf der Suche nach dem Piratenschatz (Piratskattens hemlighet), die dänischen Serien Jesus und Josefine (Jesus & Josefine), Der Pakt (Pagten), Die Zeitfälscherin (Tidsrejsen), In anderen Welten (Den anden verden), Tinkas Weihnachtsabenteuer (Tinkas juleeventyr) und Tinka und die Königsspiele (Tinka og kongespillet); die norwegische Serie Schneewelt – eine Weihnachtsgeschichte (Snøfall), sowie die isländische Serie Wie Weihnachten auf die Erde kam (Jól á leið til jarðar).
2000 wurde mit Beutolomäus der erste Fernsehadventskalender in Deutschland produziert, der sich mit seinen 24 Episoden stark an dem nordischen Vorbild orientiert. Es folgten weitere deutsche Adventskalender von Beutolomäus: Beutolomäus sucht den Weihnachtsmann (2005), Beutolomäus und die vergessene Weihnacht (2009) und Beutolomäus und der wahre Weihnachtsmann (2017).

## Werke

### Schweden
Schweden ist das Land mit dem ersten nordischen Adventskalender. Seit 1960 wird in Schweden jedes Jahr mindestens eine solche Weihnachtsserie produziert. Über 60 dieser Serien wurden im Fernsehen ausgestrahlt.
- 1960: Titteliture
- 1961: Julbåten Juliana
- 1962: Tomtefamiljen i Storskogen
- 1963: Den tänkande brevbärarem
- 1964: Lill-Stina på reportage i Storskogen
- 1965: Farbror Pekkas handelsbod
- 1966: En småstad vid seklets början
- 1967: Gumman som blev liten som en tesked
- 1968: Klart spår till Tomteboda
- 1969: Herkules Jonssons storverk
- 1970: Regnbågslandet
- 1971: Broster Broster
- 1972: Barnen i Höjden
- 1973: Mumindalen
- 1974: Rulle på Rullseröd
- 1975: Långtradarchaufförens berättelser
- 1976: Gumman som blev liten som en tesked
- 1977: Fem myror är fler än fyra elefanter
- 1978: Julius Julskötare
- 1979: Trolltider
- 1980: Det blir jul på Möllegården
- 1981: Stjärnhuset
- 1982: Albert & Herberts julkalender
- 1983: Lille Luj och Änglaljus i strumpornas hus
- 1984: Julstrul med Staffan & Bengt
- 1985: Trolltider med trollkalender
- 1986: Julpussar och stjärnsmällar
- 1987: Marias barn
- 1988: Liv i luckan med julkalendern
- 1989: Ture Sventon privatdetektiv
- 1989: Julexpressen
- 1990: Kurt Olssons julkalender
- 1991: Sunes jul
- 1992: Klasses julkalender
- 1993: Tomtemaskinen
- 1994: Håll huvet kallt
- 1995: Jul i Kapernaum
- 1995: Lennarts julkalender
- 1996: Mysteriet på Greveholm
- 1997: Pelle Svanslös
- 1998: När karusellerna sover
- 1999: Julens hjältar
- 2000: Ronny & Julia
- 2001: Kaspar i Nudådalen
- 2002: Dieselråttor och sjömansmöss
- 2003: Håkan Bråkan
- 2004: Allrams höjdarpaket
- 2005: En decemberdröm
- 2006: Detektivbüro LasseMaja (LasseMajas detektivbyrå)
- 2007: En riktig jul
- 2008: Skägget i brevlådan
- 2009: Superhjältejul
- 2010: Hotell Gyllene Knorren
- 2011: Tjuvarnas jul
- 2012: Mysteriet på Greveholm – Grevens återkomst
- 2013: Barna Hedenhös uppfinner julen
- 2014: Aquilas Geheimnis – Auf der Suche nach dem Piratenschatz (Piratskattens hemlighet)
- 2015: Tusen år till julafton
- 2016: Selmas saga
- 2017: Jakten på tidskristallen
- 2018: Storm på Lugna gatan
- 2019: Panik i tomteverkstan
- 2020: Mirakel
- 2021: En hederlig jul med Knyckertz
- 2022: Kronprinsen som försvann

### Dänemark
In Dänemark gibt es seit 1962 fast jedes Jahr einen nordischen Adventskalender. In den Jahren, in denen keine neuen Weihnachtsserien produziert wurden, wurden die alten Serien im Fernsehen wiederholt. Die meisten der Serien wurden auf den Sendern DR1 und TV 2 ausgestrahlt.
- 1962: Historier fra hele verden
- 1963: Nisserne Tim og Tam
- 1964: Bonus og Minus
- 1965: Juleteatret - Kasper og Lisette
- 1966: Tegnefilm
- 1967: Kender du Decembervej?
- 1968: Besøg på Decembervej
- 1969: De to i Ledvogterhuset
- 1970: Hvad en møller kan komme ud for
- 1971: Hos Ingrid og Lillebror
- 1972: Noget om nisser
- 1973: Vinterbyøster
- 1974: Jullerup Færgeby
- 1975: Vumserne og juleforberedelser
- 1977: Kikkebakkeboligby
- 1978: Fru Pigalopp og juleposten
- 1979: Jul i Gammelby
- 1980: Grønne skove
- 1981: Torvet
- 1982: Avisen
- 1984: Nissebanden
- 1985: Eldorado for dyr
- 1986: Jul på Slottet
- 1988: Cirkus Julius
- 1989: Nissebanden i Grønland
- 1990: Trolderik og Nisserne
- 1990: Jul i den gamle trædemølle
- 1991: The Julekalender
- 1991: Trolderiks Julekalender
- 1992: Trolderiks Posthule
- 1992: Skibet i Skilteskoven
- 1993: Jul i Juleland
- 1993: Andersens julehemmelighed
- 1994: Alletiders Jul
- 1995: Alletiders Nisse
- 1995: Hallo det er jul
- 1995: Juletestamentet
- 1996: Bamses Julerejse
- 1996: Krummernes Jul
- 1997: Den hemmelige tunnel
- 1997: Gufol mysteriet
- 1997: Alletiders Julemand
- 1998: Brødrene Mortensens Jul
- 1999: Olsen-bandens første kup
- 2000: Pyrus i Alletiders Eventyr
- 2000: Jul på Kronborg
- 2003: Nissernes Ø
- 2003: Jesus und Josefine (Jesus & Josefine)
- 2003: Jul på Vesterbro
- 2005: Jul i Valhal
- 2006: Jul i verdensrummet
- 2006: Absalons Hemmelighed
- 2007: Yallahrup Færgeby
- 2008: Mikkel og Guldkortet
- 2009: Der Pakt (Pagten)
- 2011: Ludvig & Julemanden
- 2012: Julestjerner
- 2012: Jul i Kommunen
- 2013: Tvillingerne og Julemanden
- 2014: Die Zeitfälscherin (Tidsrejsen)
- 2015: Juleønsket
- 2016: In anderen Welten (Den Anden Verden)
- 2017: Laban en juletragedie
- 2017: Tinkas Weihnachtsabenteuer (Tinkas juleeventyr)
- 2018: Theo & Den Magiske Talisman
- 2019: Tinka und die Königsspiele (Tinka og Kongespillet)
- 2020: Jul med Trines mor
- 2020: Julefeber
- 2021: Kometernes jul
- 2022: Julehjertets Hemmelighed

### Norwegen
In Norwegen wurde der erste nordische Adventskalender 1970 im norwegischen Fernsehen gezeigt. Die meistern dieser Weihnachtsserien wurden bei den norwegischen Fernsehsendern NRK, TV 2, TVNorge und TV3 ausgestrahlt.
- 1970: Barnas førjulskalender 1970
- 1979: Jul i Skomakergata
- 1980: Ingen julekalender
- 1986: Teodors julekalender
- 1987: Portveiens julekalender
- 1989: Vertshuset den gyldne hale
- 1992: Jul på Sesam stasjon
- 1994: The Julekalender
- 1995: Amalies jul
- 1995: Julefergå
- 1999: Jul i Blåfjell
- 2000: Vazelina Hjulkalender
- 2001: Olsenbanden jr. – Første kupp
- 2001: Nissene på låven
- 2002: Jul på Månetoppen
- 2004: Ungkarsnissen
- 2005: Tjuefjerde
- 2006: Jul i Tøyengata
- 2006: Linus im Sommer
- 2007: Barnas Superjul
- 2007: Willys jul
- 2010: Den unge Fleksnes
- 2011: Nissene over skog og hei
- 2012: Julekongen
- 2015: Asbjørns julekalender
- 2016: Schneewelt – eine Weihnachtsgeschichte (Snøfall)
- 2017: Christmas on Blood Mountain (Jul i Blodfjell)
- 2020: Stjernestøv
- 2021: Nissene i bingen
- 2021: Luka und das magische Theater

### Finnland
Der erste finnische Adventskalender wurde 1963 ausgestrahlt.
- 1963: Tähystäjätontun seikkailut
- 1980: Histamiinin joulukalenteri
- 1981: Kylli-tädin joulukalenteri
- 1985: Histamiinin joulukalenteri 2
- 1986: Aikuisten joulukalenteri
- 1986: Kotirannan mahdottomien asioiden arkisto
- 1987: Olga P. Postisen joulukalenteri
- 1987–1996: Olga P. Postisen joulukalenteri
- 1989: Riku ja Pepa satumaassa
- 1990: Miitta-tädin joulukalenteri
- 1991: Joulukalenteri
- 1993: Heinähatun ja Vilttitossun joulukalenteri
- 1993: Joulupukin suosikkikalenteri
- 1995: Hilarius-hiiren joulukalenteri
- 1995: Gommin ja Pommin joulukalenteri
- 1995: Uppo-Nalle ja joulun odotus
- 1996: Olga P. Postisen joulukalenteri
- 1997: Turun linnan joulukalenteri
- 1997: Joulukalenteri: Etsivätoimisto Jalka & Lamppu
- 1998: Tohelon ja Torvelon joulukalenteri
- 1998: Puuhakalenteri
- seit 1998: Tonttu Toljanteri
- 1999: Korvatunturin tallin joulu
- 2000: Huuliveikot Joulukalenteri
- 2001: Joulukalenteri 2001
- 2001: Joulukalenteri: Syltty-koira
- 2002: Neposen joulukalenteri
- 2003: Tonttu Toljanterin Tonttu-TV
- 2005: Korvatunturin Neuvontatoimisto
- 2006: Bärtils jul
- 2007: Tonttu Toljanteri muorin töissä
- 2008: Juniorin Joulukalenteri
- 2009: Joulukalenteri: Aikatonttu
- 2010: Tonttu Toljanteri: Oikean joulun salaisuus
- 2011: Tonttu Toljanterin tuhmaikä
- 2011: Bärtils julkalender
- 2011: Ti-Ti Nallen joulukalenteri
- 2012: Panjon joulukalenteri
- 2013: Tonttu Toljanteri tonttujen tonttuna
- 2013: Tommin supersohva
- 2014: Joulukalenteri: Porokuiskaajan arvoitus
- 2015: Joulukalenteri: Kadonneiden lahjojen tapaus
- 2016: Joulukalenteri: Jäätävä seikkailu
- 2017: Joulukalenteri: Huiman hyvä joulu!
- 2018: Aikuisen naisen joulukalenteri
- 2018: Joulukalenteri: Maukan ja Väykän ensimmäinen joulu
- 2018: Höppänätontun Joulukalenteri
- 2019: Joulukalenteri: Tonttuakatemia
- 2020: Joulukalenteri: Porokuiskaajan arvoitus
- 2021: Joulukalenteri: Korvatunturin Pulmapiste

### Island
Island produzierte den ersten nordischen Fernsehadventskalender im Jahr 1988. Es folgten einige weitere Serien.
- 1988: Jólin nálgast í Kærabæ
- 1990: Á baðkari til Betlehem
- 1991: Stjörnustrákur
- 1992: Tveir á báti
- 1994: Wie Weihnachten auf die Erde kam (Jól á leið til jarðar)
- 1996: Hvar er Völundur?
- 1997: Klængur sniðugi
- 2001: Leyndardómar jólasveinsins
- 2005: Töfrakúlan
- 2008: Jólaævintýri Dýrmundar
- 2022: Randalín og Mundi: Dagar í desember

### Deutschland
In Deutschland wurde der erste Fernsehadventskalender mit 24 Episoden im Jahr 2000 produziert. Es handelt sich um Geschichten von Beutolomäus, dem Sack des Weihnachtsmanns. Es folgten weitere Veröffentlichungen der Reihe.
- 2000: Beutolomäus
- 2001: Beutolomäus und der Weihnachtsmann
- 2005: Beutolomäus sucht den Weihnachtsmann
- 2009: Beutolomäus und die vergessene Weihnacht
- 2017: Beutolomäus und der wahre Weihnachtsmann